# Серебрянский (Ленинградская область)
Серебрянский — посёлок в Лужском районе Ленинградской области. Административный центр Серебрянском сельском поселении.

## Название
Современное название происходит от расположенной в посёлке железнодорожной станции.
Название, ранее существовавших на территории современного посёлка деревень, по версии историка А. М. Андрияшева, происходит от фамилии своеземца Луки Клуботицкого, владевшего в XV веке, землями в Дремяцком и Которском погостах Новгородского уезда Шелонской пятины.

## История
Деревня Клабутицы в Дремяцком погосте Новгородского уезда, существовала предположительно уже в конце XV века.
Деревня Клабутицы, состоящая из 27 крестьянских дворов, упоминается на карте Санкт-Петербургской губернии Ф. Ф. Шуберта 1834 года.

КЛАБУТИЦЫ — деревня, принадлежит: генерал-адъютантше Софье Храповицкой, число жителей по ревизии: 83 м. п., 87 ж. п.

гвардии капитану Алексею Скобельцыну, число жителей по ревизии: 13 м. п., 12 ж. п.

коллежскому асессору Сергею Чирикову, число жителей по ревизии: 4 м. п., 5 ж. п.

капитанше Софье Болотовой, число жителей по ревизии: 24 м. п., 26 ж. п.

статской советнице Елене Тулубьевой, число жителей по ревизии: 13 м. п., 14 ж. п. (1838 год)

КЛАБУТИЦЫ — деревня господ: Храповицкой, Скобельцина, Чирикова, Болотовой, Тулубьева и Лавровой, по просёлочной дороге, число дворов — 32, число душ — 121 м. п. (1856 год)

Согласно X-ой ревизии 1857 года деревня состояла из двух частей:

1-я часть: число жителей — 109 м. п., 118 ж. п.

2-я часть: число жителей — 10 м. п., 14 ж. п.

КЛАБУТИЦЫ — деревня владельческая при ключе, число дворов — 41, число жителей: 109 м. п., 111 ж. п. (1862 год)

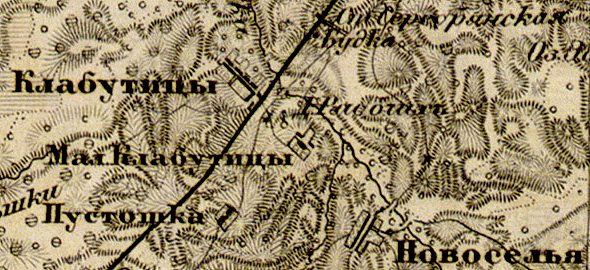
Земли посёлка Серебрянский на карте 1863 года

Согласно карте из «Исторического атласа Санкт-Петербургской Губернии» 1863 года на месте современного посёлка находились деревни Клабутицы, Малые Клабутицы, часовня, ветряная мельница, железнодорожная станция Серебрянская и Дом Рабочих.
Согласно подворной описи Клабутицкого общества Городецкой волости 1882 года, деревня Клабутицы состояла из двух частей:

1) 'бывшее имение Вревской, домов — 77, душевых наделов — 110, семей — 66, число жителей — 162 м. п., 170 ж. п.; разряд крестьян — временнообязанные.

2) бывшее имение Тутомлиной, домов — 4, душевых наделов — 10, семей — 4, число жителей — 10 м. п., 7 ж. п.; разряд крестьян — собственники.
В XIX веке деревня административно относилась ко 2-му стану Лужского уезда Санкт-Петербургской губернии, в начале XX века — к Городецкой волости 5-го земского участка 4-го станаа.
По данным «Памятных книжек Санкт-Петербургской губернии» за 1900 и 1905 годы, деревня Клабутицы образовывала Клабутицкое сельское общество, а усадьба Серебрянка с 4825 десятинами земли принадлежала дворянке Зинаиде Александровне Врангель фон Гюбенталь.
С 1917 по 1923 год посёлок Серебрянка, а также деревни Большие Клобутицы и Малые Клобутицы, входили в состав Клобутицкого сельсовета Городецкой волости Лужского уезда.
В 1920 году в деревне Большие Клобутицы была освящена деревянная церковь во имя Преображения Господня.
С 1924 года, посёлок и деревни находились в составе Больше-Клобутицкого сельсовета.

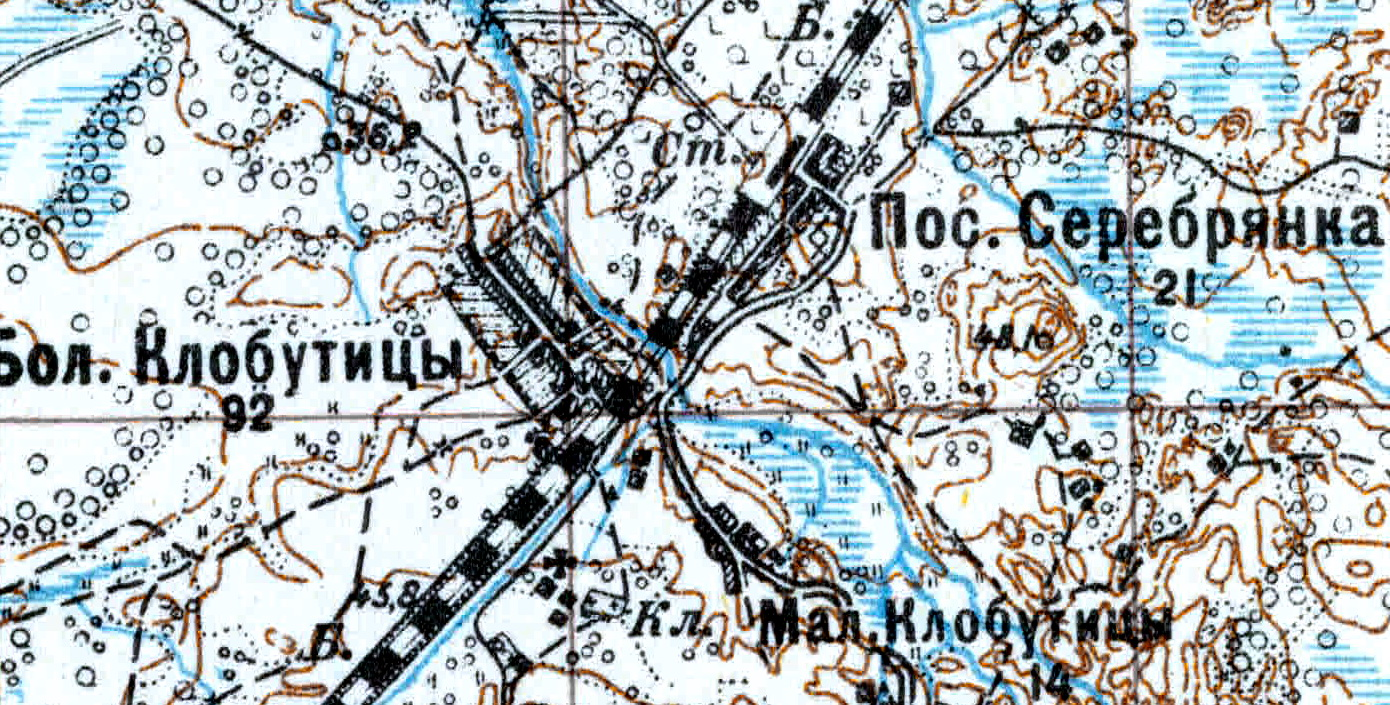
Посёлок Серебрянка карте 1926 года

Согласно топографической карте 1926 года посёлок назывался Серебрянка и насчитывал 21 крестьянский двор, в смежных деревнях Большие Клобутицы и Малые Клобутицы было соответственно 92 и 14 дворов.
С февраля 1927 года, в составе Лужской волости, с августа 1927 года — Лужского района.
По данным 1933 года посёлок Серебрянка являлся административным центром Клобутицкого сельсовета Лужского района, в который входили 7 населённых пунктов: деревни Большие Клобутицы, Малые Клобутицы, Новоселье, Новые Полицы, Пустошка, Старые Полицы и посёлок Серебрянка, общей численностью населения 1576 человек.
По данным 1936 года в состав Клобутицкого сельсовета входили 8 населённых пунктов, 350 хозяйств и 5 колхозов, административным центром сельсовета был посёлок при станции Серебрянка.
В 1939 году церковь была закрыта.
Деревни были освобождены от немецко-фашистских оккупантов 15 февраля 1944 года.
В 1958 году население деревни Большие Клобутицы составляло 163 человека.
В 1961 году население посёлка Серебрянка составляло 183 человека.
По данным 1966 года посёлок назывался Серебрянка и являлся административным центром Клобутицкого сельсовета, в который входили смежные деревни Большие Клобутицы и Малые Клобутицы.
По данным 1973 года посёлок назывался Серебрянский и являлся административным центром Серебрянского сельсовета, но деревни Большие Клобутицы и Малые Клобутицы в составе сельсовета уже не значились.
По данным 1990 года посёлок Серебрянский являлся административным центром Серебрянского сельсовета, в который входили 19 населённых пунктов, общей численностью населения 2014 человек. В самом посёлке Серебрянский проживали 1587 человек.
В 1997 году в посёлке Серебрянский Серебрянской волости проживали 1718 человек, в 2002 году — 1472 человека (русские — 93 %).
В 2007 году в посёлке Серебрянский Серебрянского СП проживали 1633 человека.

## География
Посёлок расположен в южной части района на автодороге 41К-145 (Ретюнь — Сара-Лог), в месте примыкания к ней автодороги 41К-146 (Городок — Серебрянский).
Расстояние до районного центра — 37 км.
В посёлке находится железнодорожная станция Серебрянка.
Через посёлок протекают реки Пагуба и её приток Серебрянка.

## Демография
| 1838  | 1862  | 1958 | 1961 | 1990  | 1997  | 2007  |
| ----- | ----- | ---- | ---- | ----- | ----- | ----- |
| 281   | ↘220  | ↘163 | ↗183 | ↗1587 | ↗1718 | ↘1633 |
| 2010  | 2017  |      |      |       |       |       |
| ↘1485 | ↗1487 |      |      |       |       |       |

## Достопримечательности
- Древнее селище, где были найдены изделия из обожжённой глины IX—XVI веков[2]

## Известные уроженцы
- Иннокентий Александрович Оксёнов (1897—1942) — поэт, литературный критик, переводчик

## Улицы
Большая Клобутицкая, Железнодорожная, хутор Карасёво, Лесная, Лужская, Малая Клобутицкая, Новая, Совхозная, Транспортная, Школьная.